# Arbrå
Arbrå – miejscowość (tätort) w Szwecji, w regionie administracyjnym (län) Gävleborg, w gminie Bollnäs.
Według danych Szwedzkiego Urzędu Statystycznego liczba ludności wyniosła: 1961 (31 grudnia 2015), 2105 (31 grudnia 2018) i 2128 (31 grudnia 2019).